# Julius Obsequens
Julius Obsequens (? – ?) là nhà văn La Mã được cho là đã sống vào giữa thế kỷ 4. Tác phẩm duy nhất gắn liền với tên tuổi của ông là Liber de prodigiis (Những chuyện kỳ quái), được trích dẫn toàn bộ từ tác phẩm toát yếu của sử gia Livy; De prodigiis được soạn thành sách kể về những chuyện dị thường và lạ lùng xảy ra ở Roma từ năm 249 TCN–12 TCN.
Tác phẩm lần đầu tiên được nhà nhân văn người Venezia Aldus Manutius đem in vào năm 1508, sau khi một bản thảo thuộc về Jodocus thành Verona (nay đã thất lạc). Tầm quan trọng lớn nhất chính là ấn bản của nhà nhân văn thành Basle tên là Conrad Lycosthenes (1552), cố gắng tái tạo lại các phần bị mất và minh họa cho văn bản bằng tranh khắc gỗ. Các bản sau này được in bởi Johannes Schefferus (Amsterdam, 1679), F. Oudendorp (Leiden, 1720) và O. Jahn (1853, với bộ periochae của Livy).
Một khía cạnh khác trong tác phẩm của Obsequens đã truyền cảm hứng cho nhiều mối quan tâm của một số hội nhóm nghiên cứu có liên quan đến những thứ di chuyển trên bầu trời. Chúng được hiểu là sự diễn tả về các vật thể bay không xác định (UFO), nhưng cũng có thể là sự mô tả về thiên thạch, hoặc do nhầm lẫn các hiện tượng thiên nhiên, cũng bởi lẽ Obsequens viết tác phẩm này vào thế kỷ 4, có nghĩa là, khoảng 400 năm sau sự kiện ông mô tả nên khó mà coi những lời kể này là những vụ chứng kiến tận mắt được.
Chẳng hạn như vào năm 100 TCN, Obsequens viết rằng: "Khi C. Murius và L. Valerius còn là chấp chính quan, ở Tarquinia hướng về phía mặt trời lặn, một vật thể tròn, giống như một quả cầu, một chiếc khiên tròn hoặc vật hình tròn, di chuyển đường đi của nó trên bầu trời từ tây sang đông." Tiếp đến vào năm 91 TCN, ông kể lại rằng: "Tại Aenariae, trong lúc Livius Troso đang ban hành luật vào đầu cuộc chiến tranh nước Ý, lúc mặt trời mọc, có tiếng ồn khủng khiếp trên bầu trời, và một quả cầu lửa xuất hiện ở phía bắc. Trên lãnh thổ vùng Spoletum, một quả cầu lửa, màu vàng rực, rơi xuống mặt đất đang rung chuyển. Sau đó nó dường như tăng kích thước, vọt ra khỏi mặt đất và bay thẳng lên trời, nơi nó che khuất mặt trời với sự sáng chói. Nó quay về phía góc phần tư phía đông của bầu trời." Cuối cùng, Obsequens đưa ra một ví dụ khác về hiện tượng này vào năm 42 TCN, chỉ đơn giản là: "Thứ gì đó giống như một loại vũ khí, hay tên lửa, vọt ra một tiếng động lớn từ dưới đất và bay lên bầu trời."